# Стася Євасюк
Стасія Євасюк (12 червня 1924 — 28 травня 2009) — канадська письменниця, журналістка та колумністка українського походження. Відома підтримкою канадської індустрії моди та Age of Reason, удостоєна нагород колонки про життя літніх людей.

## Біографія
Анастасія Євасюк народилася в Глейс-Бей, Нова Шотландія, 12 червня 1924 року, старшою дитиною Джона (Івана) та Енні (Анни, до шлюбу Макагон) Євасюк. Її батько, іммігрант з України, працював на місцевій вугільній шахті, а мати була іммігранткою з Румунії. Євасюк відвідувала середню школу Св. Анни, яку закінчила в 1942 році. Вона влаштувалася репортеркою у Glace Bay Gazette, де висвітлювали місцеві новини та трудові питання, пов'язані з вугільною промисловістю.
У 1944 році Євасюк разом з подругою переїхала до Торонто. Під час роботи в Canadian Bank of Commerce вона познайомилася з репортером Toronto Star Доном Рейдом, який допоміг їй отримати роботу в газеті. З 1944 по 1960 рік вона працювала в Star, після чого переїхала до Ванкувера і до 1962 року працювала в Vancouver Sun. У 1962 році Стася повернулася до Торонто, влаштувавшись на роботу в Toronto Telegram, і в 1964 році повернулася в Toronto Star, де залишалася до виходу на пенсію в 1991 році.:91
Євасюк була найбільш відома своїми творами моди та підтримкою канадської індустрії моди. Її роль включала міжнародні поїздки та відвідування великих модних показів. Протягом останніх років кар'єри Євасюк писала колонку до Age of Reason, яка зосереджувалася на літніх людях і була опублікована в розділі Toronto Star 's Life. Цю колонку вона перейняла 1981 році від Лотти Демпсі. У 1991 році Євасюк отримала нагороду від Асоціації громадського життя Онтаріо за твір про літніх батьків, які доглядають дітей з інвалідністю «Хто про них піклується?». Через два роки в 1993 році вона отримала нагороду за колонку від Клубу канадських етнічних журналістів і письменників за «постійне визнання присутності та гідності етнічних літніх людей в її широко читаній колонці».
Стася Євасюк померла 28 травня 2009 року в Брентфорді, Онтаріо.